# ضحى مستقيم
ضحى مستقيم (مواليد 23 يناير 1999) هي واحدة من أصغر المخرجين المحترفين في المغرب. في سن ال 22 أخرجت ضحى فيلما جديدا بعنوان «وداعا لفرنسا»  حيث اشتهرت به في مجال السينما. 

## سيرة شخصية
ولدت ضحى لأب عربي ووالدة أمازيغية ونشأت مع أبويها وكان والدها أصمًا. نشأت ضحى مستقيم في درب السلطان في الدار البيضاء. نشأ طموحها في أن تصبح مخرجة منذ نعومة أظافرها. مثلت إعاقة والدها الأخرس تحديا كبيرا، ومع ذلك بدأت التأليف والكتابة في سن صغيرة. وبعد سنوات من الدراسة على اليوتيوب والبودكاست والتلفزيون، انتقلت إلى فن السينما.  

## عمل
في الفيلم الأخير «وداعا لفرنسا» ، انضمت ضحى مستقيم إلى الأسلوب المغربي ودمجت تراثها الثقافي. نشأت بين العديد من المغاربة ، سعت أولاً إلى الإعلان عن وصول أسلوب سينمائي جديد.

## روابط خارجية
- ضحى مستقيم على موقع IMDb (الإنجليزية)
- ضحى مستقيم على موقع روتن توميتوز (الإنجليزية)
- ضحى مستقيم على موقع ألو سيني (الفرنسية)